# Dahomej Francuski
Dahomej Francuski – istniejąca w latach 1904–1958 kolonia w ramach Francuskiej Afryki Zachodniej. 

## Historia

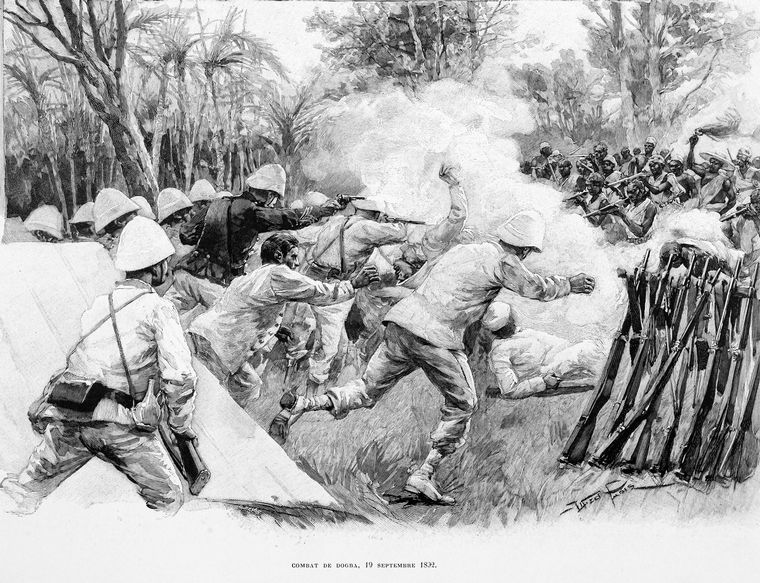
Bitwa pod Dogbą, 19 września 1892

Dahomej Francuski powstał w wyniku agresji Francji na królestwo Dahomeju tworzone przez lud Fon. W 1890 roku, wskutek pierwszej wojny francusko-dahomejskiej, król Béhanzin w zamian za coroczną zapłatę zgodził się w traktacie pokojowym na objęcie przez Francję protektoratu w rejonie Porto-Novo i Kotonu. Druga wojna francusko-dahomejska (1892-1894) doprowadziła do podporządkowania całego państwa, uwięzienia króla i jego przetrzymywania na Martynice.  
W 1904 roku Dahomej został włączony do Francuskiej Afryki Zachodniej.  
Za czasów rządów francuskich doszło do gwałtownych zmian w kraju. Pojawiły się na przykład porty (w Kotonu), kolej czy szkoły zakładane przez katolickich misjonarzy. 
Po II wojnie światowej, w 1946 roku rząd IV Republiki Francuskiej, nadała Dahomejowi autonomię; Dahomej uzyskał status zamorskiego terytorium z własnym parlamentem i reprezentacją we Francuskim Zgromadzeniu Narodowym. Jednocześnie kraj stał się członkiem Unii Francuskiej, tworze który miał zastąpić dawne imperium kolonialne. 
11 grudnia 1958 roku ogłoszono powstanie Republiki Dahomeju w ramach Wspólnoty Francuskiej. 1 sierpnia 1960 roku Republika uzyskała pełną niepodległość od Francji. Pierwszym prezydentem został Hubert Maga, który jeszcze pod rządami francuskimi sprawował funkcję premiera.
W 1975 roku państwo zmieniło nazwę na Benin.